# Église Notre-Dame-en-sa-Nativité de Puellemontier
L'église Notre-Dame-en-sa-Nativité de Puellemontier est une église de style gothique située à Puellemontier, en France.

## Historique
L'église est construite au XIIIe siècle et fait l'objet de transformations aux XVIe et XIXe siècles.

## Patrimoine
L'église est classée monument historique le 12 juin 1992.

## Description

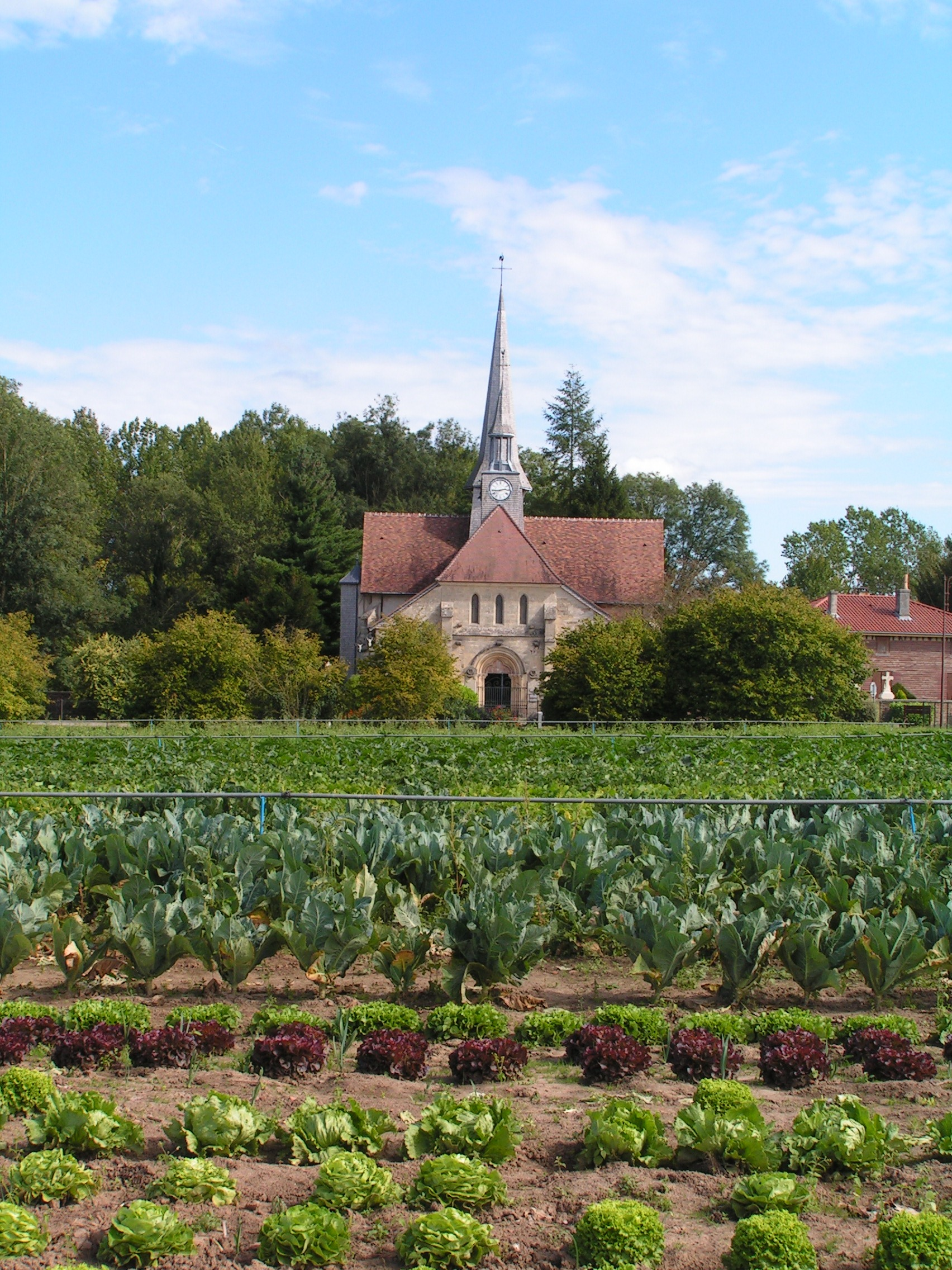
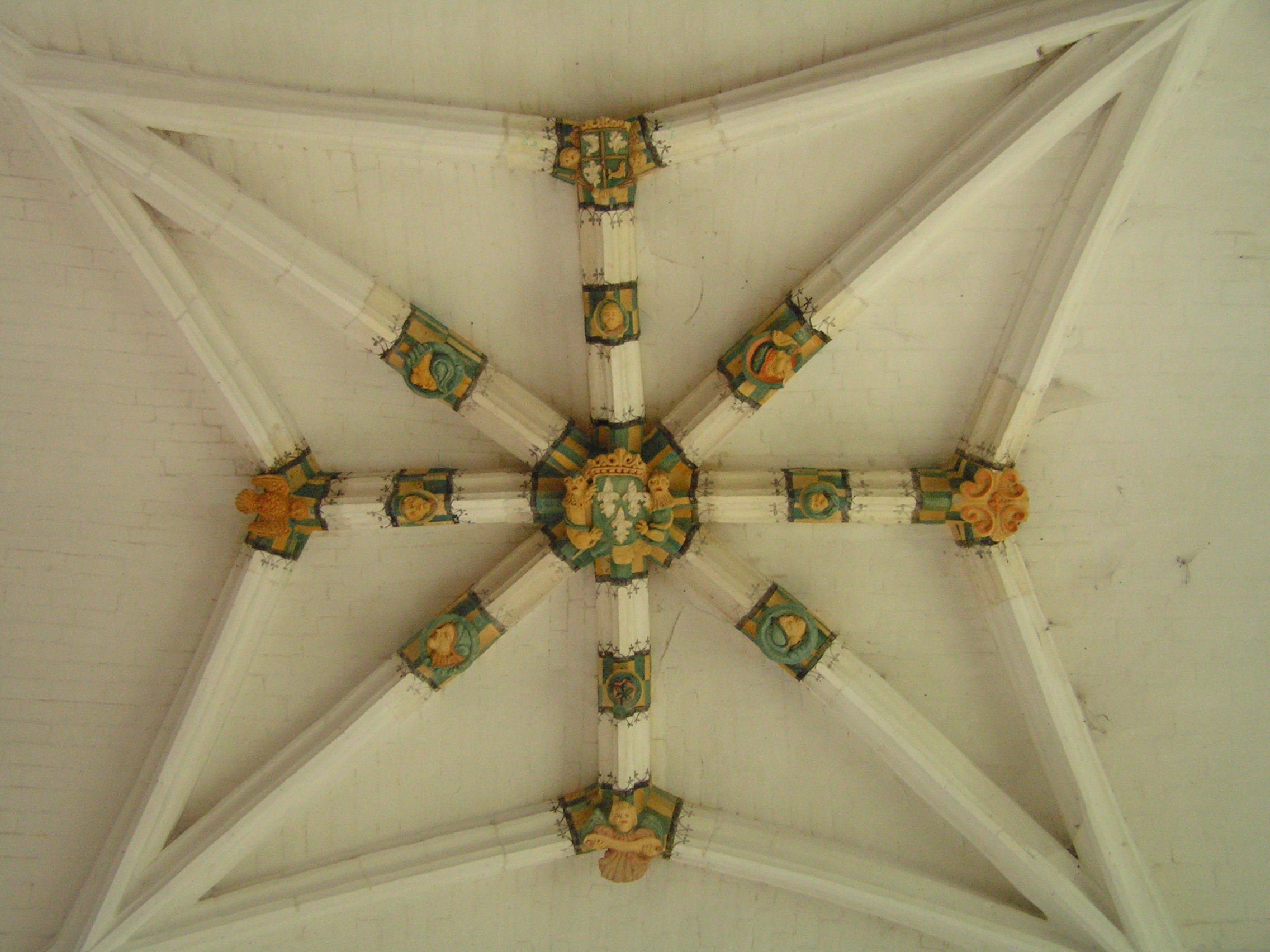
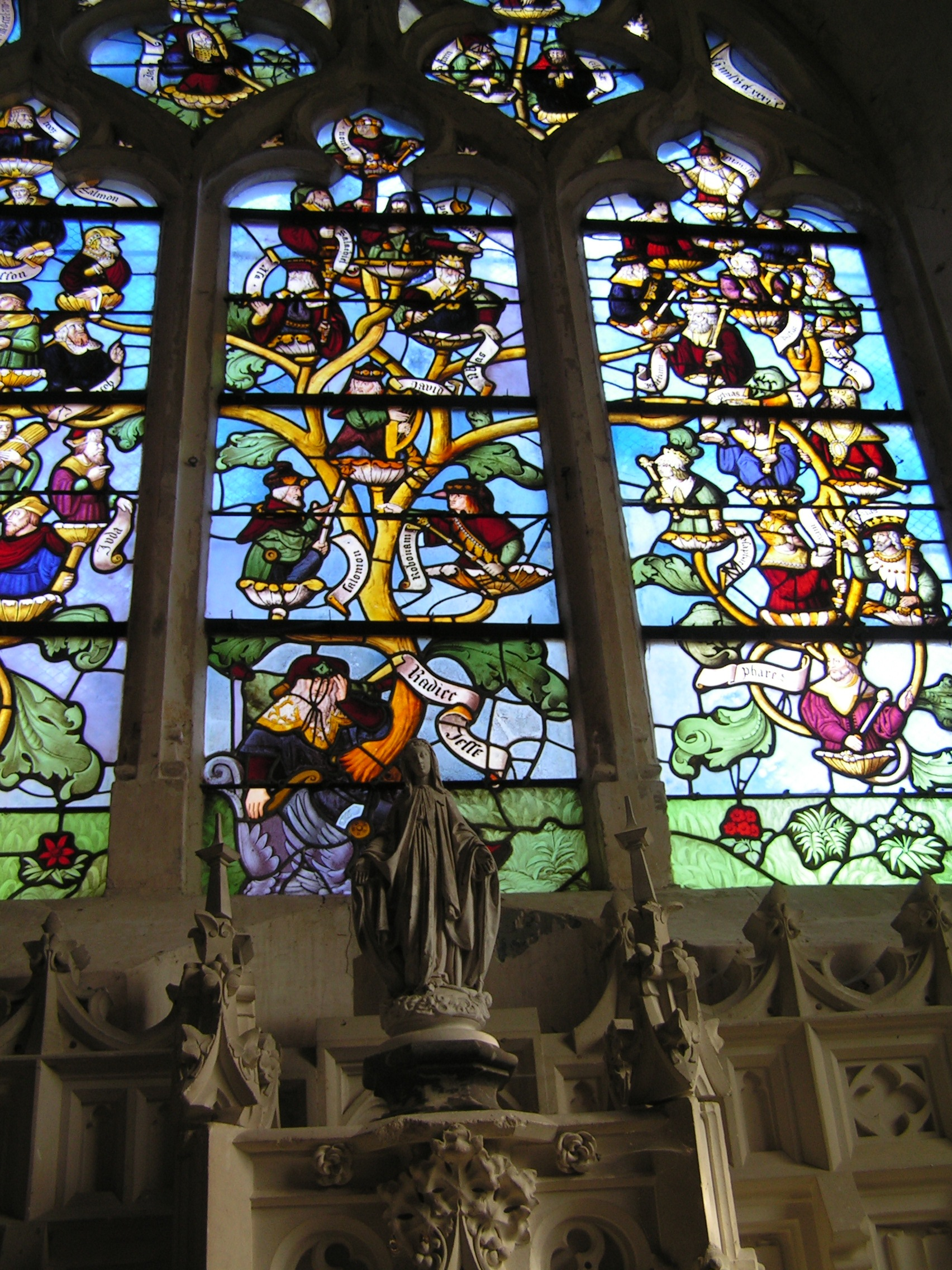